# Club Esportiu Mataró Escola de Futbol
El Club Esportiu Mataró Escola de Futbol es un club de fútbol de España de la ciudad de Mataró (Barcelona). Fue fundado en 2011. Actualmente juega en la Primera Catalana.

## Estadio
Juega sus partidos como local en el Camp Municipal del Centerari, con capacidad para 4500 espectadores. El terreno, de césped artificial, tiene unas dimensiones de 101 por 63 metros. Se inauguró el 25 de diciembre de 1935. Actualmente juega en Primera Catalana.

## Uniforme
- Uniforme titular: Camiseta amarilla y negra a rayas verticales, pantalón negro, medias negro.
- Uniforme alternativo: Camiseta azul con franja diagonal roja, pantalón azul, medias azules.

## Jugadores destacados
- Cesc Fàbregas: Estuvo ligado a las infantiles del club desde el año 1995 al año 1997 hasta que Cesc paso a las infantiles del Fútbol Club Barcelona.